# Metroid (serie)
Metroid (メトロイド?, Metoroido) è una serie di videogiochi a tema fantascientifico, concepita da Makoto Kanoh e Hiroji Kiyotake e prodotta da Nintendo a partire dal 1986. La serie è nota, oltre che per lo stile di gioco non lineare, per essere stata una delle prime ad avere una protagonista femminile: Samus Aran, cacciatrice di taglie spaziale. Metroid è una delle saghe di maggiore successo per Nintendo, sia per pubblico che per critica.

## Antefatto
La Federazione Galattica impiega dei cacciatori di taglie, denominati Space Hunters, per ovviare alla minaccia dei Pirati Spaziali, che incombe sulla pace e l'ordine raggiunti nella galassia. Una di questi cacciatori è Samus Aran, cresciuta dalla popolazione dei Chozo dopo che i suoi genitori furono uccisi proprio dai Pirati. Samus possiede una "Tuta Energia" creata appositamente per lei dai Chozo, che le dona maggior resistenza ai colpi nemici, fornisce informazioni varie, permette la respirazione subacquea e monta un "Braccio Cannone" con munizioni infinite. Questa tuta è inoltre espandibile con aggiunte di ogni tipo, che vanno da una maggiore potenza (e tipo) di fuoco a gadget per effettuare azioni di diversi generi.

## Cronologia
| 1986 | Metroid                                        |
| 1987 |                                                |
| 1988 |                                                |
| 1989 |                                                |
| 1990 |                                                |
| 1991 | Metroid II: Return of Samus                    |
| 1992 |                                                |
| 1993 |                                                |
| 1994 | Super Metroid                                  |
| 1995 |                                                |
| 1996 |                                                |
| 1997 |                                                |
| 1998 |                                                |
| 1999 |                                                |
| 2000 |                                                |
| 2001 |                                                |
| 2002 | Metroid Fusion e Metroid Prime                 |
| 2003 |                                                |
| 2004 | Metroid Zero Mission e Metroid Prime 2: Echoes |
| 2005 | Metroid Prime Pinball                          |
| 2006 | Metroid Prime Hunters                          |
| 2007 | Metroid Prime 3: Corruption                    |
| 2008 |                                                |
| 2009 | Metroid Prime Trilogy                          |
| 2010 | Metroid: Other M                               |
| 2011 |                                                |
| 2012 |                                                |
| 2013 |                                                |
| 2014 |                                                |
| 2015 |                                                |
| 2016 | Metroid Prime: Federation Force                |
| 2017 | Metroid: Samus Returns                         |
| 2018 |                                                |
| 2019 |                                                |
| 2020 |                                                |
| 2021 | Metroid Dread                                  |
| 2022 |                                                |
| 2023 | Metroid Prime Remastered                       |
| 2024 |                                                |
| 2025 | Metroid Prime 4: Beyond                        |

La cronologia della ambientazione dei videogiochi è differente rispetto a quella di pubblicazione.
MetroidIl pianeta di Samus, K-2L, viene attaccato da un gruppo di Pirati Spaziali guidati dal generale Ridley. Essendo l'unica sopravvissuta, Samus viene ritrovata dai Chozo che l'adottano e, vedendo in lei l'eroe delle loro profezie, la addestrano affinché porti un giorno pace nella Galassia, donandole una riproduzione della Tuta Energia. Mentre Samus viene reclutata dalla Federazione Galattica, i Pirati Spaziali invadono Zebes con l'aiuto dell'AI dei Chozo, Cervello Madre, che diventa loro leader e racconta ai suoi neo-alleati dei Metroid, creature che attaccano la preda succhiandole le forze vitali.
Metroid/Metroid: Zero Mission (1986/2004)Samus viene mandata sul pianeta Zebes per fermare i pirati spaziali, che stanno cercando di utilizzare la razza aliena dei Metroid per conquistare l'universo. Sconfitti Ridley e Kraid, Samus affronta Cervello Madre, abbattendola. Nel remake del 2004, Metroid: Zero Mission, dopo la sconfitta del boss finale, è stata aggiunta una nuova sequenza: l'astronave di Samus viene intercettata durante la sua fuga nello spazio e viene colpita, precipitando sulla superficie di Zebes. Samus si ritrova senza la sua tuta, danneggiata in seguito all'esplosione dell'astronave; armata solamente di una pistola di emergenza, entra nel tempio di Chozodia e trova la vera Tuta Energia dei Chozo e con essa stermina i superstiti Pirati Spaziali nella loro astronave madre.
Metroid Prime/Metroid Prime Pinball (2002/2005)Circa tre anni dopo gli eventi di Metroid, Samus riceve una chiamata di emergenza proveniente dal pianeta Tallon IV, dove i pirati stanno cercando di sfruttare una sostanza radioattiva chiamata Phazon. Scoprirà che il pianeta, un tempo, era abitato dalla razza dei Chozo, estintasi dopo l'impatto di un meteorite; al suo interno troverà un Metroid Prime, il primo Metroid che, dopo avere assunto il Phazon ha aumentato forza e dimensioni. Samus abbatte il Metroid Prime, ma questi, prima di morire, le sfila e le ruba la sua Tuta Phazon, che farà da base alla sua nuova forma: Samus Oscura.
Metroid Prime Hunters (2006)La federazione riceve uno strano messaggio telepatico dal sistema planetario Alimbico dove, a quanto pare, è celato un "potere supremo". Oltre a Samus, altri sei cacciatori di taglie indagano su questo fantomatico potere, che si rivelerà essere uno stratagemma ideato da una creatura chiamata Gorea, ansiosa di essere liberata dalla sua prigionia. Dopo la sua sconfitta, Samus e gli altri cacciatori di taglie riusciranno a fuggire dal sistema.
Metroid Prime 2: Echoes (2004)A Samus viene chiesto di investigare sul pianeta Aether dopo che sono state perse le tracce di una squadra di Marines. Li troverà tutti morti, a causa di una razza aliena chiamata Ing, in perenne lotta con i Luminoth; dopo avere incontrato l'ultimo sopravvissuto di questi ultimi, scoprirà che in passato un impatto con un meteorite (simile a quello caduto su Tallon IV) ha diviso il pianeta in due dimensioni parallele. Samus esplorerà la dimensione oscura per recuperare l'energia planetaria (rubata dagli Ing) e affronterà Samus Oscura, ma non riesce a ucciderla.
Metroid Prime 3: Corruption (2007)Samus Oscura si allea con i Pirati Spaziali e insieme creano un piano per usare i meteoriti di Phazon, i Leviatani, per conquistare la Galassia. Samus e un altro gruppo di cacciatori fermano questo piano, ma Samus Oscura li infetta tutti con del Phazon, prendendo controllo di loro prima che le radiazioni pongano fine alla loro esistenza. Combattendo il Phazon che le scorre in corpo, Samus raggiunge il suo doppleganger nel pianeta Phaaze, origine di tutto Phazon e, distruggendolo, fa sparire dall'intero universo tutto il Phazon, salvandosi e facendo scomparire una volta per tutte Samus Oscura.
Metroid Prime: Federation Force (2016)Dopo gli eventi su Phaaze e la scomparsa del Phazon, viene formato un gruppo di marine d'élite della Federazione Galattica: la Federation Force. Questa squadra pilota delle gigantesche armature chiamate "Mech" e viene assegnata al Sistema Bermuda, per fermare i Pirati Spaziali raggruppati nel territorio, i quali stanno sfruttando una misteriosa energia per i loro scopi.
Metroid II: Return of Samus/Metroid: Samus Returns (1991/2017)Capendo la pericolosità dei Metroid dopo il caos creato dal Metroid Prime e i Pirati, la Federazione chiede a Samus di eliminare definitivamente i Metroid sul loro pianeta natale. L'eroina sbarca così sul pianeta dove la razza ha avuto origine, SR388. Dopo avere sconfitto la maggior parte di essi, regina compresa, Samus incappa in un uovo di Metroid che si schiude. La larva Metroid, per imprinting, crede Samus sua madre che decide di adottarla. Nel 2017 esce il remake per Nintendo 3DS, che aggiunge nuovi elementi di gameplay e un nuovo finale: Samus dopo aver trovato il cucciolo viene attaccata da Protheus Ridley, metà ricomposto dal Phazon durante gli eventi di Metroid Prime e per metà bionico con le protesi ottenute dopo la Missione Zero, attacca Samus e il Metroid, il quale gli assorbe tutto il mutageno dal corpo, facendolo svenire. Samus e il piccolo lasciano il pianeta. Ridley, si toglie le protesi bioniche e, ora che i loro predatori sono spariti, l'ultimo Parassita X esce allo scoperto.
Super Metroid (1994)Prima che gli scienziati abbiano potuto condurre ricerche approfondite sul piccolo Metroid, la stazione di ricerca viene attaccata da Ridley. Samus arriva in suo soccorso, ma non riesce a impedire che il suo nemico riesca a rubare il piccolo. Seguendolo, giungerà nuovamente su Zebes dove i Pirati hanno resuscitato Cervello Madre, cercheranno di clonare il Metroid nel tentativo di ricreare il loro piano originale. Samus si scontrerà nuovamente con Ridley e Kraid, oltre che con i due nuovi boss Phantoon e Draygon. Durante lo scontro finale contro Cervello Madre, Samus verrà quasi sconfitta dalla sua nuova forma titanica, ma, proprio mentre starà per ricevere il colpo di grazia, sarà salvata dall'intervento del Metroid che le trasferisce le forze dell'IA. Il piccolo viene ucciso da Cervello Madre, ma questa volta Samus riuscirà a sconfiggerla per sempre e a scappare dal pianeta durante il conto alla rovescia dell'autodistruzione.
Metroid: Other M (2010)Samus torna alla Federazione Galattica dopo il combattimento contro Cervello Madre, con la tuta piena di particelle dei suoi nemici e del piccolo Metroid. Mentre viaggiava nello spazio, riceve un segnale di SOS proveniente dalla stazione Arca. Samus vi incontra Adam Malkovich, il suo ex-capitano, e la sua squadra, in missione di ispezione. Durante le ricerche, Samus scopre che nella stazione venivano segretamente costruite BioArmi dal DNA dei Pirati e del Metroid rinvenuti sulla sua tuta e inoltre la Federazione ha inserito un assassino nella squadra di Adam, che si sacrifica per eliminare i Metroid clonati. Tra le Bioarmi vi è MB, un umanoide creato dalle cellule di Cervello Madre. Alla fine Samus riesce a sconfiggere MB e trarre in salvo Madeline Bergman, responsabile di tutte le ricerche. Per sicurezza, la Federazione Galattica decide di distruggere la Stazione Arca, ma prima che questo accada, Samus recupera l'elmo di Adam, e scappa prima dell'esplosione della Stazione.
Metroid Fusion (2002)Durante un'ispezione su SR388, Samus viene infettata da un organismo chiamato Parassita X: si tratta di un parassita che duplica il corpo delle proprie prede dopo averle uccise, nonché il motivo per cui i Chozo crearono i Metroid. I medici riusciranno a curarla utilizzando un vaccino realizzato con il DNA del Metroid che avevano ancora con loro. Durante l'intervento, parte della tuta viene danneggiata e per questo ne verrà in parte smantellata e fusa al corpo della cacciatrice, nasce così la "Tuta Fusione". Poco dopo, Samus viene inviata su una stazione spaziale di ricerca, infettata dal parassita, che si è riprodotto asessualmente. Sulla stazione Samus scoprirà che il virus ha realizzato una copia di se stessa utilizzando i pezzi della sua vecchia tuta, SA-X; scoprirà inoltre che la Federazione stava compiendo esperimenti segreti per realizzare altri Metroid in laboratorio. Con l'aiuto del computer di bordo (che contiene la mentalità del defunto Adam Malkovich), Samus riuscirà a modificare la rotta della stazione, per farla scontrare con il pianeta SR388 ed eliminare per sempre gli X e i Metroid.
Metroid Dread (2021)Dopo la distruzione di SR388 ad opera di Samus, la Federazione Galattica ha ricevuto un messaggio anonimo contenente un video che mostra la presenza di X sul pianeta ZDR. La Federazione ha mandato sette speciali unità robot chiamate E.M.M.I. per verificare la situazione, ma una volta arrivati sul pianeta scomparvero. Samus intercetta la comunicazione e, come unica persona invulnerabile ai parassiti, viene mandata su ZDR a fermare gli X, inseguita dagli E.M.M.I., che sono stati manomessi e tentano di ucciderla, e incontrando l'ultimo Chozo sopravvissuto.